# Glaridoglanis andersonii
Glaridoglanis andersonii és una espècie de peix de la família dels sisòrids i de l'ordre dels siluriformes.
És un peix d'aigua dolça i de clima temperat. Es troba al riu Brahmaputra al Tibet a Àsia.